# Esserval-Tartre
Esserval-Tartre là một xã trong vùng hành chính Franche-Comté, thuộc tỉnh Jura, quận Lons-le-Saunier, tổng Nozeroy. Tọa độ địa lý của xã là 46° 48' vĩ độ bắc, 06° 02' kinh độ đông. Esserval-Tartre nằm trên độ cao trung bình là 841 mét trên mực nước biển, có điểm thấp nhất là 730 mét và điểm cao nhất là 904 mét. Xã có diện tích 12.19 km², dân số vào thời điểm 1999 là 69 người; mật độ dân số là 6 người/km².

## Thông tin nhân khẩu
| 1962 | 1968 | 1975 | 1982 | 1990 | 1999 | 2005 |
| ---- | ---- | ---- | ---- | ---- | ---- | ---- |
| 91   | 110  | 84   | 101  | 85   | 69   | 85   |

## Địa điểm tham quan
Nhà thờ của Esserval-Tartre được xây trong thế kỉ thứ 16 và cải tạo trong thế kỉ thứ 17, có nhiều tượng gỗ từ thế kỉ thứ 18.